# (Shake, Shake, Shake) Shake Your Booty
Singles de KC and the Sunshine Band
I'm So Crazy (About You)
(1975) Wrap Your Arms Around Me
(1976)
(Shake, Shake, Shake) Shake Your Booty est un single du groupe KC and the Sunshine Band issu de l'album Part 3 (en) (1976). Le titre a atteint la 1re place du Billboard Hot 100.